# Таварес, Брэд
Брэдли Кайпо Сарбида Таварес (англ. Bradley Kaipo Sarbida Tavares; род. 21 декабря 1987, Кайлуа, Гавайи) — американский боец смешанного стиля, представитель средней весовой категории. Выступает на профессиональном уровне начиная с 2007 года, известен по участию в турнирах бойцовской организации UFC, участник 11 сезона бойцовского реалити-шоу The Ultimate Fighter.

## Биография
Брэд Таварес родился 21 декабря 1987 года в поселении Каилуа на Гавайях.
С юных лет увлекался спортом, во время учёбы в старшей школе Waiakea High School в Хило играл в футбол и занимался лёгкой атлетикой. Подрабатывал агентом по обслуживанию воздушного судна на перроне в компании Hawaiian Airlines. В возрасте 19 лет решил стать профессиональным бойцом ММА.

### Начало профессиональной карьеры
Дебютировал в смешанных единоборствах на профессиональном уровне в июне 2007 года, выиграв у своего соперника техническим нокаутом в первом раунде. Дрался в Гонолулу в небольших гавайских промоушенах, из всех поединков неизменно выходил победителем.

### The Ultimate Fighter
Имея в послужном списке пять побед без единого поражения, в марте 2010 года Таварес стал участником 11 сезона популярного бойцовского реалити-шоу The Ultimate Fighter. В отборочном поединке менее чем за минуту взял верх над Джорданом Смитом и под общим десятым номером был выбран в команду Чака Лидделла.
Прошёл следующих двоих соперников по турнирной сетке, тогда как в полуфинальном бою сдачей уступил Корту Макги.

### Ultimate Fighting Championship
Несмотря на проигрыш в полуфинале TUF, Таварес всё же получил возможность подписать контракт с крупнейшей бойцовской организацией мира Ultimate Fighting Championship. В июне 2010 года вышел в клетку против Сета Бачински, которого ранее уже побеждал в рамках реалити-шоу, и на сей раз выиграл у него единогласным решением судей.
В 2011 году нокаутировал Фила Барони, но по очкам проиграл Аарону Симпсону.
В 2012 году судейскими решениями взял верх над такими бойцами как Ян Дон И и Том Уотсон.
В 2013 году единогласным решением выиграл у Рики Фукуды и Роберта Макдэниела.
В 2014 году единогласным решением победил Лоренза Ларкина, но затем его серия из пяти побед прервалась — последовали поражения от Йоэля Ромеро и Тима Боуча.
Несмотря на проигрыши, Таварес продолжил активно выходить в октагон. Так, в 2015 году он отметился победой решением над Нейтом Марквардтом и был нокаутирован будущим чемпионом UFC в среднем весе Робертом Уиттакером.
В период 2016—2018 годов Брэд Таварес сделал серию из четырёх побед подряд, взяв верх над такими известными бойцами как Каю Магальяйнс, Элиас Теодору, Талес Лейтес и Кшиштоф Йотко. Победная серия была прервана в июле 2018 года поражением от Исраэля Адесаньи.

## Статистика в профессиональном ММА
| Боёв 32  | Побед 21 | Поражений 11 |
| -------- | -------- | ------------ |
| Нокаутом | 5        | 5            |
| Сдачей   | 2        | 1            |
| Решением | 14       | 5            |

| Результат | Рекорд | Соперник              | Способ                 | Турнир                                            | Дата             | Раунд | Время | Место                    | Примечание |
| --------- | ------ | --------------------- | ---------------------- | ------------------------------------------------- | ---------------- | ----- | ----- | ------------------------ | ---------- |
| Победа    | 21-11  | Джеральд Мёршерт      | Единогласное решение   | UFC on ESPN: Эмметт vs. Мёрфи                     | 5 апреля 2025    | 3     | 5:00  | Лас-Вегас, Невада, США   |            |
| Поражение | 20-11  | Пак Чун Ён            | Раздельное решение     | UFC Fight Night: Ройвал vs. Таира                 | 12 октября 2024  | 3     | 5:00  | Лас-Вегас, Невада, США   |            |
| Поражение | 20-10  | Грегори Родригес      | TKO (удары)            | UFC Fight Night: Херманссон vs. Пайфер            | 10 февраля 2024  | 3     | 0:55  | Лас-Вегас, Невада, США   |            |
| Победа    | 20-9   | Крис Вайдман          | Единогласное решение   | UFC 292                                           | 19 августа 2023  | 3     | 5:00  | Бостон, Массачусетс, США |            |
| Поражение | 19-9   | Бруну Силва           | TKO (удар)             | UFC Fight Night: Павлович vs. Блейдс              | 22 апреля 2023   | 1     | 3:35  | Лас-Вегас, Невада, США   |            |
| Поражение | 19-8   | Дрикус дю Плесси      | Единогласное решение   | UFC 276                                           | 2 июля 2022      | 3     | 5:00  | Лас-Вегас, Невада, США   |            |
| Победа    | 19-7   | Омари Ахмедов         | Раздельное решение     | UFC 264                                           | 10 июля 2021     | 3     | 5:00  | Лас-Вегас, США           |            |
| Победа    | 18-7   | Антониу Карлус Жуниор | Единогласное решение   | UFC 257                                           | 24 января 2021   | 3     | 5:00  | Абу-Даби, ОАЭ            |            |
| Поражение | 17-7   | Эдмен Шахбазян        | KO (ногой в голову)    | UFC 244                                           | 2 ноября 2019    | 1     | 2:27  | Нью-Йорк, США            |            |
| Поражение | 17-6   | Исраэль Адесанья      | Единогласное решение   | The Ultimate Fighter: Undefeated Finale           | 6 июля 2018      | 5     | 5:00  | Лас-Вегас, США           |            |
| Победа    | 17-5   | Кшиштоф Йотко         | TKO (удары руками)     | UFC on Fox: Poirier vs. Gaethje                   | 14 апреля 2018   | 3     | 2:16  | Глендейл, США            |            |
| Победа    | 16-5   | Талес Лейтес          | Единогласное решение   | UFC 216                                           | 7 октября 2017   | 3     | 5:00  | Лас-Вегас, США           |            |
| Победа    | 15-5   | Элиас Теодору         | Единогласное решение   | The Ultimate Fighter: Redemption Finale           | 7 июля 2017      | 3     | 5:00  | Лас-Вегас, США           |            |
| Победа    | 14-5   | Каю Магальяйнс        | Раздельное решение     | UFC 203                                           | 10 сентября 2016 | 3     | 5:00  | Кливленд, США            |            |
| Поражение | 13-5   | Роберт Уиттакер       | KO (удары руками)      | UFC Fight Night: Miocic vs. Hunt                  | 10 мая 2015      | 1     | 0:44  | Аделаида, Австралия      |            |
| Победа    | 13-4   | Нейт Марквардт        | Единогласное решение   | UFC 182                                           | 3 января 2015    | 3     | 5:00  | Лас-Вегас, США           |            |
| Поражение | 12-4   | Тим Боуч              | TKO (удары руками)     | UFC Fight Night: Bader vs. St. Preux              | 16 августа 2014  | 2     | 3:18  | Бангор, США              |            |
| Поражение | 12-3   | Йоэль Ромеро          | Единогласное решение   | UFC on Fox: Werdum vs. Browne                     | 19 апреля 2014   | 3     | 5:00  | Орландо, США             |            |
| Победа    | 12-2   | Лоренз Ларкин         | Единогласное решение   | UFC Fight Night: Rockhold vs. Philippon           | 15 января 2014   | 3     | 5:00  | Дулут, Джорджия, США     |            |
| Победа    | 11-2   | Роберт Макдэниел      | Единогласное решение   | UFC Fight Night: Condit vs. Kampmann 2            | 28 августа 2013  | 3     | 5:00  | Индианаполис, США        |            |
| Победа    | 10-2   | Рики Фукуда           | Единогласное решение   | UFC on Fuel TV: Silva vs. Stann                   | 3 марта 2013     | 3     | 5:00  | Сайтама, Япония          |            |
| Победа    | 9-2    | Том Уотсон            | Раздельное решение     | UFC on Fuel TV: Struve vs. Miocic                 | 29 сентября 2012 | 3     | 5:00  | Ноттингем, Англия        |            |
| Победа    | 8-2    | Ян Дон И              | Единогласное решение   | UFC on Fuel TV: Korean Zombie vs. Poirier         | 15 мая 2012      | 3     | 5:00  | Фэрфакс, США             |            |
| Поражение | 7-2    | Аарон Симпсон         | Единогласное решение   | UFC 132                                           | 2 июля 2011      | 3     | 5:00  | Лас-Вегас, США           |            |
| Победа    | 7-1    | Фил Барони            | KO (удары)             | UFC 125                                           | 1 января 2011    | 1     | 4:20  | Лас-Вегас, США           |            |
| Победа    | 6-1    | Сет Бачински          | Единогласное решение   | The Ultimate Fighter: Team Liddell vs. Team Ortiz | 19 июня 2010     | 3     | 5:00  | Лас-Вегас, США           | Финал      |
| Поражение | 5-1    | Корт МакГи            | Сдача (удушение сзади) | The Ultimate Fighter: Team Liddell vs. Team Ortiz | 19 июня 2010     | 3     | 4:48  | Лас-Вегас, США           | Полуфинал  |
| Победа    | 5-0    | Жонатан Жуан          | TKO (удары руками)     | X-1: Temple of Boom 4                             | 7 марта 2009     | 1     | N/A   | Гонолулу, США            |            |
| Победа    | 4-0    | Джошуа Феррейра       | Сдача (удушение сзади) | X-1: Temple of Boom 1                             | 27 сентября 2008 | 2     | 2:28  | Гонолулу, США            |            |
| Победа    | 3-0    | Девин Кауве           | TKO (удары руками)     | Icon Sport: Hard Times                            | 2 августа 2008   | 1     | 1:52  | Гонолулу, США            |            |
| Победа    | 2-0    | Джон Феррел           | Сдача (удушение сзади) | Niko Vitale Promotions                            | 18 апреля 2008   | 1     | 0:18  | Гонолулу, США            |            |
| Победа    | 1-0    | Томас Седано          | TKO (удары руками)     | MMAC: Conflict: The Beginning                     | 29 июня 2007     | 1     | 0:40  | Гонолулу, США            |            |